# دوفال وابيو
دوفال وابيو، لاعب كرة قدم كاميروني، يلعب في نادي الشرق السعودي.

## روابط خارجية
- دوفال وابيو على موقع قاعدة بيانات كرة القدم.إي يو (الإنجليزية)